# Papaloapan
Il Papaloapan (in spagnolo Río Papaloapan) è un fiume del Messico centrale, tributario del golfo del Messico. Il suo nome deriva dal nahuatl papalotl (farfalla) e apan (fiume).
Il fiume nasce alla confluenza dei fiumi Santo Domingo e Valle Nacional a sud ovest di San Juan Bautista Tuxtepec, ai piedi della Sierra Madre Oriental. Un suo importante affluente è il Tonto. Il Papaloapan scorre per 122 km verso nord-est attraverso la pianura costiera, prima di addentrarsi nella laguna Alvarado. Il bacino del fiume copre 46.517 chilometri quadrati ed è il secondo più grande del Messico, con 244 comuni e una popolazione di circa 3,3 milioni di persone. Tra le città bagnate dal fiume ci sono San Juan Bautista Tuxtepec e Tlacotalpan.